# Брегано
Брегано, Бреґано (італ. Bregano) — муніципалітет в Італії, у регіоні Ломбардія,  провінція Варезе.
Брегано розташоване на відстані близько 540 км на північний захід від Рима, 60 км на північний захід від Мілана, 12 км на захід від Варезе.
Населення — 857 осіб (2014).
Щорічний фестиваль відбувається 15 серпня. Покровитель — Assunzione di Maria.

## Демографія
Населення за роками:

Станом на 31 грудня 2014 року в муніципалітеті офіційно проживали 62 іноземці з 18 країн, серед них 41 громадянин країн Євросоюзу та 1 громадянин України.

## Сусідні муніципалітети
- Барделло
- Б'яндронно
- Мальджессо
- Траведона-Монате